# Ritu hispà

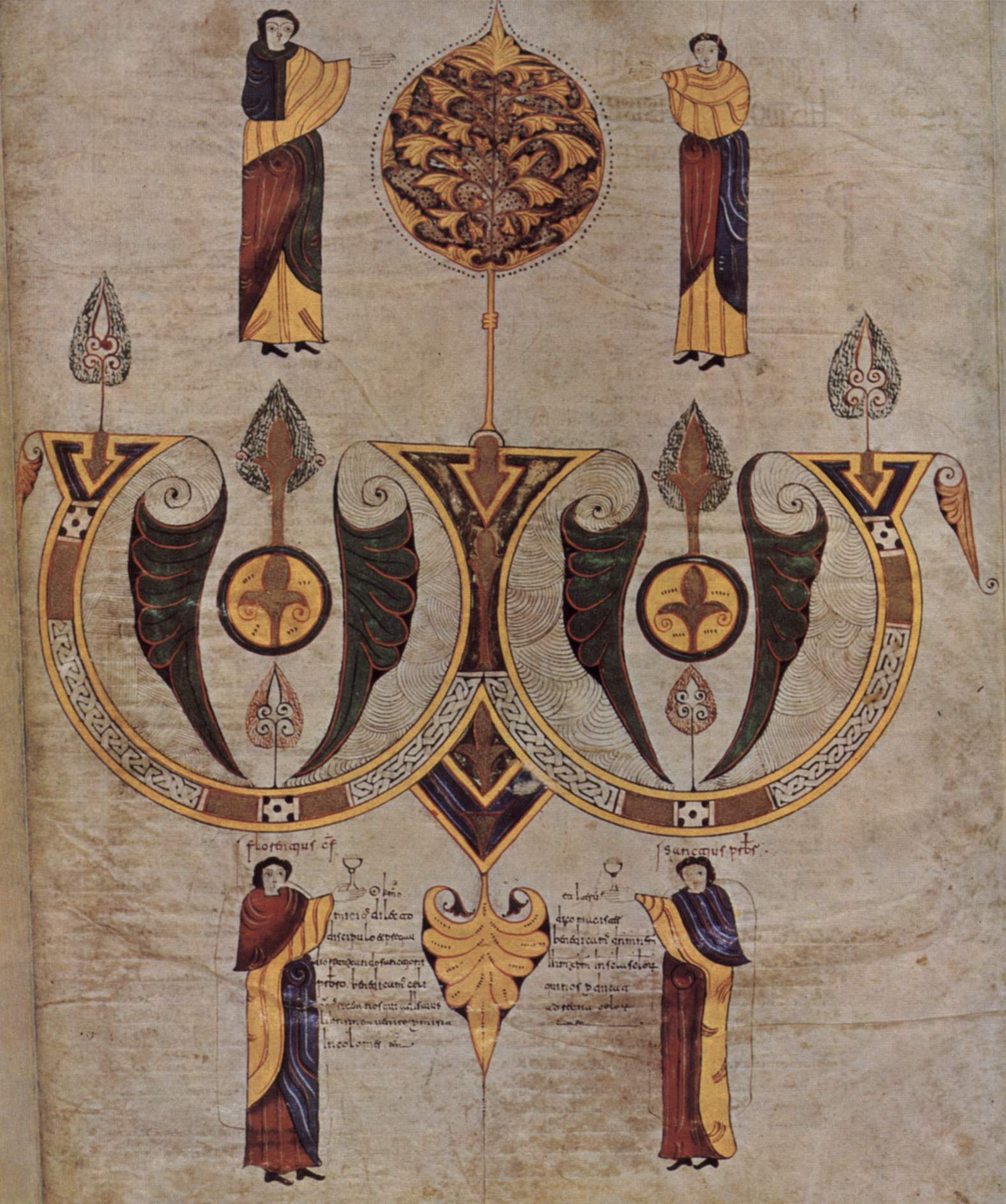
Pàgina miniada de la Bíblia de Lleó, a. 960.

El ritu hispà, també anomenat mossàrab o visigòtic és una forma del ritu catòlic, diferent del ritu llatí, que es consolidà vers el segle vi a la península Ibèrica, sent practicada als territoris hispànics fins al segle xi. Actualment també és emprat per l'Església Espanyola Reformada Episcopal. El cant mossàrab està associat a aquesta litúrgia.

## Formació dels primers ritus catòlics
El ritual que envolta l'Eucaristia a l'Església primitiva no estava escrit amb rúbriques precises com succeeix actualment. Un dels primers documents coneguts que estableix la naturalesa de la celebració de l'Eucaristia és la Didakhé, que data del 70-140. Es coneixen pocs detalls de les primeres formes de la litúrgia o del culte dels primers 3 segles, però hi havia diversitats en les pràctiques; Justí el Màrtir, però donà un exemple de la primitiva litúrgia cristiana a una de les seves apologies. A mesura que el Cristianisme adquiria domini després de la conversió de Constantí I a inicis del segle iv, va haver-hi un període de desenvolupament litúrgic a mesura que les comunitats emergien de les seves reunions reduïdes a les grans assemblees en sales públiques i a les noves esglésies. Aquest moment de desenvolupament combinà l'embelliment de les pràctiques existents amb l'intercanvi d'idees i pràctiques d'altres comunitats. Aquests processos resultaren tant en una inversió com a resultat d'una major diversitat i en certa unificació de factors d'unificació de la litúrgia en fusionar-se les formes per les principals ciutats i regions.
Les litúrgies de les ciutats patriarcals en particular tenien una gran influència en les seves regions, de manera que al segle v era possible distingir entre diverses famílies de litúrgia, en particular la de Jerusalem, l'alexandrí, l'antioquí, el grec i el sirià a Orient, i l'africà (actualment completament desaparegut), el galicà, el cèltic, l'ambrosià, el romà i l'hispànic a occident. Tots aquests s'establiren de manera estable que seguí evolucionant, però no sense una certa influència de l'exterior. A Occident, però, la litúrgia africana es va perdre quan l'església va quedar afeblida per la divisió interna i per la invasió dels vàndals, extingint-se amb l'ascens islàmic. A la Gàl·lia, la fascinació dels francs vers la litúrgia romana els va fer adoptar aquest ritu, un procés confirmat i promogut per Carlemany per ajudar a la unitat imperial.

## Història de la litúrgia hispànica
L'organització d'una història de la litúrgia hispànica és molt difícil, car la majoria de les fonts literàries pertanyen, les més antigues, als segles vii i viii, tot i que la major part del repertori emprat a Hispània i a la Gàl·lia Narbonesa s'ha transmès en codis dels segles VIII al XII, amb una quantitat important de còpies realitzades a Toledo al segle xiv, amb la consegüent pèrdua de fidelitat a les notacions musicals, que els copistes ja no coneixien.

### Origen de la litúrgia hispànica
Se sap ben poc sobre l'origen i la formació de la litúrgia hispànica i sobre el cant associat a ella. Òbviament, l'origen es troba relacionat amb l'expansió del cristianisme a la península Ibèrica durant els primers segles de la nostra era. Les províncies ibèriques són de les que més aviat es cristianitzaren dins de l'imperi occidental, a causa de 3 factors d'importància:
- l'existència de riques comunitats jueves, probablement arribades a les costes hispàniques durant la colonització fenicia (fet contrastat per les referències al comerç amb Tartessos que apareixen a la Bíblia),[3] que van ser notablement ampliades després de l'exili dels jueus de Roma (a l'època de Claudi) i la diàspora produïda a causa de les guerres judeoromanes dels segles I i II, sota els emperadors Vespasià, Tit, Domicià i Hadrià.
- la nombrosa població militar que es mantenia al limes càntabre, lloc idoni per a les noves religions
- la romanització a tota la península, que fa que tota la Mediterrània estigui ben comunicada, i les comunitats galilees d'Àfrica i Síria siguin conegudes al nord d'Hispània.
- la prompte conversió al catolicisme dels sueus

#### La influència de la litúrgia sinagogal
L'únic conegut sobre les comunicacions jueves a Hispània als primers segles de la nostra era és que la major part de les antigues comunitats seguien sent fidels al judaisme, que a Hispània va tenir des de l'inici una organització sinagogal que derivaria tant en el sefarditisme com en la càbala. Davant d'ells, part dels acabats d'arribar després de la destrucció de Jerusalem i les guerres judeoromanes s'havien convertit o es convertirien a la nova religió cristiana, que en un primer moment no era sinó una branca del judaisme.
Després del Concili de Jerusalem i la integració dels gentils amb ple dret a les comunitats cristianes, aquestes es distancien definitivament de les sinagogues i comencen a desenvolupar cultes propis, fonamentalment centrats en 3 aspectes:
- la celebració del diumenge en comptes del sàbat jueu;
- la commemoració de la Santa Cena als ritus eucarístics;
- la lectura de les Sagrades Escriptures, que a poc a poc aniran incorporant els llibres del Nou Testament.

Fonamentalment, el culte cristià substancialment no diferia en un inici del jueu, sinó que aquesta separació va ser progressiva, tot i que la presència d'elements gentils era cada cop més abundant. Alguns afirmen que encara a inicis del segle iv no s'havia consumat de facto l'escissió entre jueus i cristians a la península, i que les relacions entre totes dues comunitats eren estretes i tenien pràctiques litúrgiques comunes. Realment, les persecucions contra els cristians van ser un factor primordial en el procés de separació entre totes dues comunitats. Així apareix recollit a les actes del primer concili cristià conegut, celebrat a Elvira cap a l'any 300 ó 303, previ a la persecució de Dioclecià. Convocat pel bisbe Osi de Córdova i presidit pel bisbe Fèlix d'Acci, on es determinà les relacions dels cristians amb la resta de comunitats (jueus, heretges i pagans) i, específicament, s'al·ludeix a la celebració de la Missa i els sagraments, transmetent les primeres notes fidedignes dels ritus específics de l'Església Hispànica.
Malgrat tot, la importància del culte sinagogal a la litúrgia cristiana és patent, sobretot en dos aspectes:
- la salmòdia (la recitació dels Salms
- la lectio (la lectura de la Bíblia)

#### D'altres aportacions
A banda de la litúrgia jueva, va haver-hi altres factors que influïren a la formació i configuració de la litúrgia i el cant hispànics. Entre aquests cal citar elements preromans i romans. Les diverses litúrgies religioses de l'Antiguitat contenien, totes elles, sistemes de recitació i d'organització musical. La interrelació cultural que es produí al territori de l'Imperi Romà fa molt difícil distingir les unes de les altres, sobretot quan entren en contacte cristians d'altres zones d'Orient i Occident. Per descomptat pot apreciar-se un substracte comú a les litúrgies cristianes de les diferents àrees de l'Imperi, sobretot entre les occidentals que ens han arribat més completes: la romano-gregoriana, la milanesa o l'ambrosiana i la hispànica. Aquest fons comú es veu reflectit, sobretot, a l'evolució dels responsoris, cants salmòdics d'origen jueu que eren sil·làbics i que a aquestes tres litúrgies es converteixen en melodies molt melismàtiques i adornades. Un altre exemple és l'evolució comuna del recitatiu.

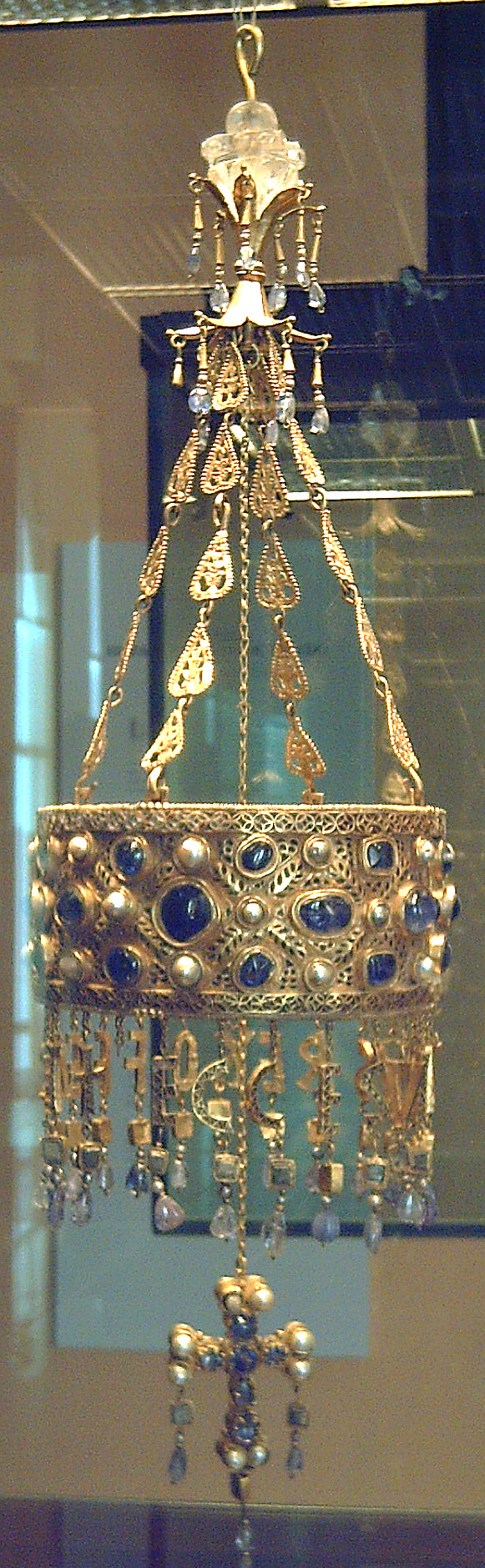
Corona votiva de Recesvint († 672), part de l'anomenat Tresor de Guarrassar (Museu Arqueològic Nacional d'Espanya, Madrid). La corona votiva és un objecte paralitúrgic propi dels reis visigots.

### La consolidació de la litúrgia hispànica
Després de la caiguda de l'Imperi Romà d'Occident (476) i amb la instauració a Hispània dels invasors germànics a regnes que es convertiren al cristianisme (el regne sueu al segle v i el regne visigot al segle VI) es consolidà la unitat i especificitat de l'Església hispana, aferrada a la tradició llatina i en una lluita contínua amb el priscilianisme, l'arrianisme i el paganisme de l'elit dirigent i al poble. De fet, el cas hispà i irlandès és una excepció del desenvolupament cultural en aquests temps turbulents; al regne sueu els reis organitzen els concilis nacionals de Braga (el primer al 561 i el segon al 572) i Lugo (569 i 570). A la resta de la península l'Església va viure al marge de l'Estat i en penúria a causa de l'arrianisme visigot, que es convertiren al catolicisme sota el rei Recared durant el III Concili de Toledo (587), quan es convertí, juntament amb els seus nobles al catolicisme.
La fortalesa de l'Església hispana es veu tant per la seva activitat conciliar (se celebraren catorze concilis nacionals a Toledo, a més dels nombrosos concilis provincials de Saragossa, Tarragona, Cartagena, Sevilla...) com per la quantitat d'erudits eclesiàstics, que van des de la monja Egèria a sant Isidor de Sevilla, passant per Fructuós i Martí de Braga, Leandre de Sevilla, Ildefons de Toledo, Brauli de Saragossa, etc.
La fixació i la riquesa de la litúrgia hispànica es mostrà als cànons conciliars i als escrits eclesiàstics, en especial De ecclesiasticis officiis i Regula monachorum d'Isidor de Sevilla, i a les regles de Fructuós i Martí de Braga. Definitivament s'incorporà el sistema musical grecoromà mitjançant les obres de Boeci, Cassiodor i Marcià Capel·la, popularitzades a les Etimologies d'Isidor de Sevilla; i l'organització dels diferents cants s'assumeix als diversos missals, codis litúrgics i regles monàstiques.
En aquest període cristal·litza també la influència d'altres obres cristianes: de l'ambrosiana es recull l'Himne, molts compostos pels pares hispans; s'incorporen tradicions, com la Schola de la litúrgia romana; i les melodies melismàtiques d'origen oriental es multipliquen per la presència romana d'Orient, de més de cent anys, a la costa oriental de la Península.

### L'Església mossàrab

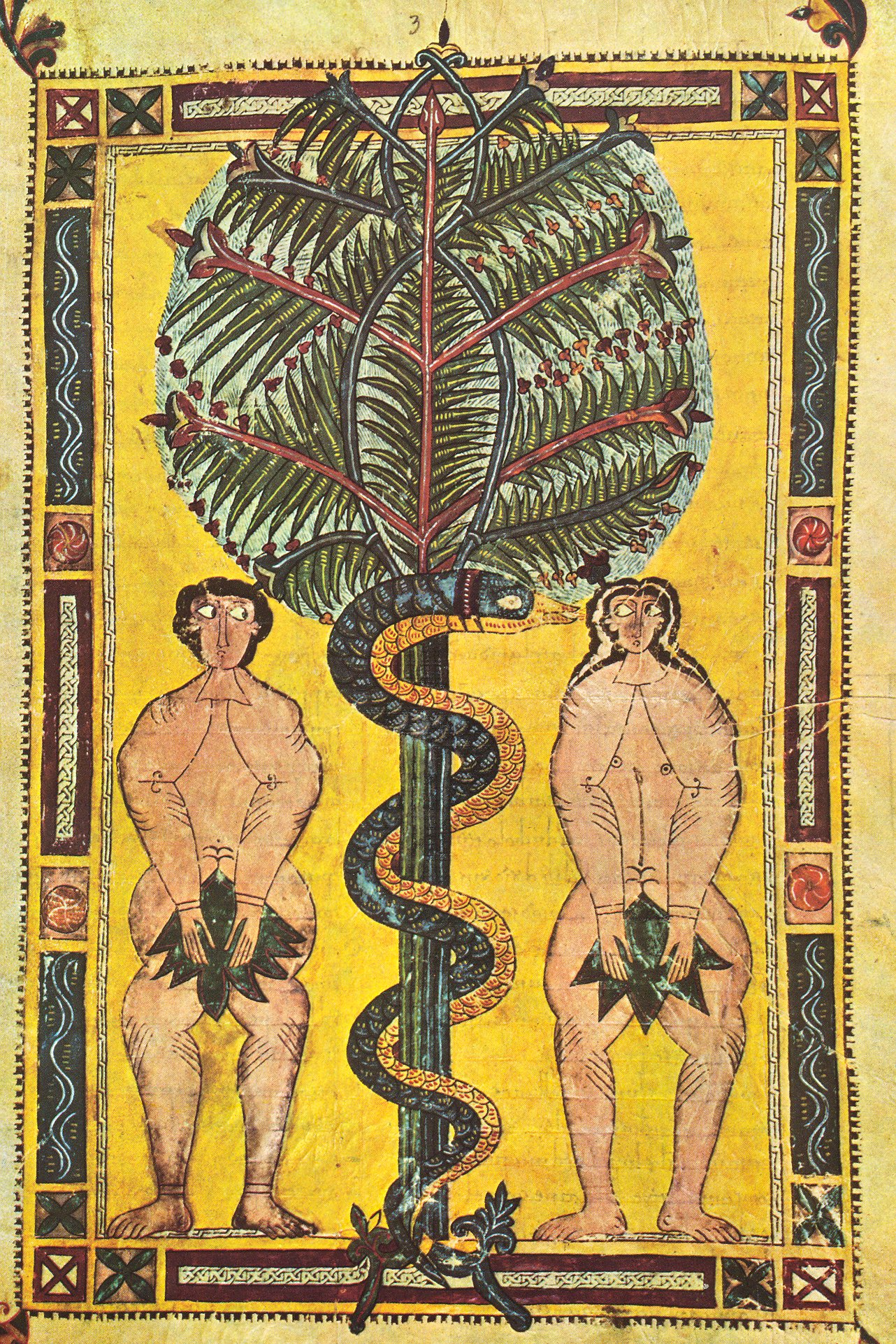
"El Pecat Original", miniatura mossàrab del "Beat de l'Escorial".

Després de la conquesta musulmana de la península Ibèrica al 711, la vitalitat i l'originalitat de la litúrgia hispànica es veu estranyament salvaguardada, tant als nuclis cristians que queden aïllats al nord (a Galícia, el bisbat d'Iria Flavia), com a les comunitats cristianes que restaren sota domini musulmà.
Aviat, les marques pirenaiques, associades als avatars dels carolingis, van abandonant la litúrgia hispànica i adopten models pregregorians, amb la implantació ja al segle ix del ritu romà a moltes de les seves esglésies. Aquest fenomen no succeeix a la resta dels nuclis cristians, fonamentalment a Navarra i Astúries, que mantenen com a senyal d'identitat l'herència visigòtica i són esquius a assimilar el ritu romà, sempre associat al poder imperial dels carolingis i, posteriorment, dels germànics.
Tot i que el dinamisme de la societat andalusi va permetre als cristians de participar en la cultura civil assumint l'àrab o les llengües amazigues com a llengua culta, van mantenir el llatí com a llengua de comunicació interna i ritual, conservant intacte el llegat litúrgic i musical de l'època visigòtica. La pressió progressiva sobre aquesta població cristiana provocà un creixent moviment migratori cap al nord. El trasllat d'aquesta població i la creació de nous assentament mossàrabs a la zona cristiana creà dues tradicions litúrgiques que evolucionaren de manera fierent, i una tercera centrada en el monacat hispànic:
- la tradició castellanolleonesa (ó A), amb importants centres als principals monestirs mesetaris: Frómista, Silos ó Sahagún; o en catedrals com les de Lleó, Oviedo, Pamplona i Burgos
- la tradició toledana (ó B), més conservadora, en territori musulmà. El seu centre original segurament va ser Sevilla. Posteriorment, després de l'emigració de mossàrabs cap al nord, es desenvolupà en diferents localitats, principalment al Regne de Lleó.
- la tradició riojana, centrada sobretot al monestir de Sant Emilià de la Cogolla, i que sorgeix del "pacte monàstic" establert pels diversos grups de monjos mossàrabs que s'assenten per aquestes terres després d'emigrar del territori musulmà.

### La lluita amb el ritu romà
A mitjans del segle xi, el ritu hispànic comença a ser suplantat pel ritu romà. Els reis de Navarra, Lleó i Castella faciliten l'entrada de monjos de la regla de Sant Benet i s'uneixen a les tesis reformistes dels Papes Urbà II i Gregori VII. La normalització de la litúrgia romana davant la hispànica començà als dictats del Concili de Coiança (1050), on es va permetre a les catedrals i abadies que adoptessin el cànon romà. La resistència del clergat local és prou gran, però la situació es tornà molt descoratjadora sota el regnat d'Alfons VI de Lleó. El 1080 convocà un concili general dels seus regnes a Burgos, on declarà oficialment l'abolició de la litúrgia hispànica i la seva substitució per la romana. Com que l'oposició del clergat i del poble a aquesta innovació va ser gran, també celebrà dos actes simbòlics: un torneig on dos cavallers defensaven el ritu hispànic i al romà respectivament (que finalitzà amb la victòria del primer), i un judici d'ordalia, on van ser sotmesos al foc dos ordinaris de la missa, un hispànic i un romà (i expliquen les cròniques que, com que el missal hispànic no es cremava, el mateix rei s'apropà a la foguera i el llançà cap a les flames d'un cop de peu, declarant guanyador el ritu romà). L'afecció de les dames de la família reial lleonesa cap aquest ritu va fer que la reial basílica de Sant Isidor de Lleó conservés el privilegi de seguir celebrant algunes cerimònies segons l'estil vell. Malgrat tot, durant la conquesta de Toledo (1085), tornà a plantejar-se la pervivència del ritu hispànic, car la població mossàrab de la ciutat es negava a abandonar-lo. Com a concessió al pacte de conquesta, sis parròquies toledanes van obtenir permís per conservar l'antiga litúrgia i, en contraprestació, el Papa, amb l'aquiescència del rei "de les gents de les dues religions", nomenà com a primer arquebisbe de Toledo el cluniacenc Bernardo de Sedirac. El ritu hispànic va mantenir-se, a partir d'aquella data, només a les comunitats cristianes sota domini musulmà, tot i que en una progressiva decadència.
Durant la resta del procés conquistador, tant castellà com aragonès, una de les clàusules sempre presents als pactes de treva o rendició era la renúncia del clergat i del poble mossàrab a l'ús de la litúrgia visigòtica, de manera que els antics usos van desapareixent quan els diversos territoris són reincorporats als regnes cristians. Només hi va ver una excepció a la ciutat de Còrdova, conquerida per Ferran III de Castella al segle xiii, però l'emigració dels mossàrabs cap al nord i la posterior repoblació amb castellans va fer que no s'estengués més de 50 anys.

### La reforma de Cisneros

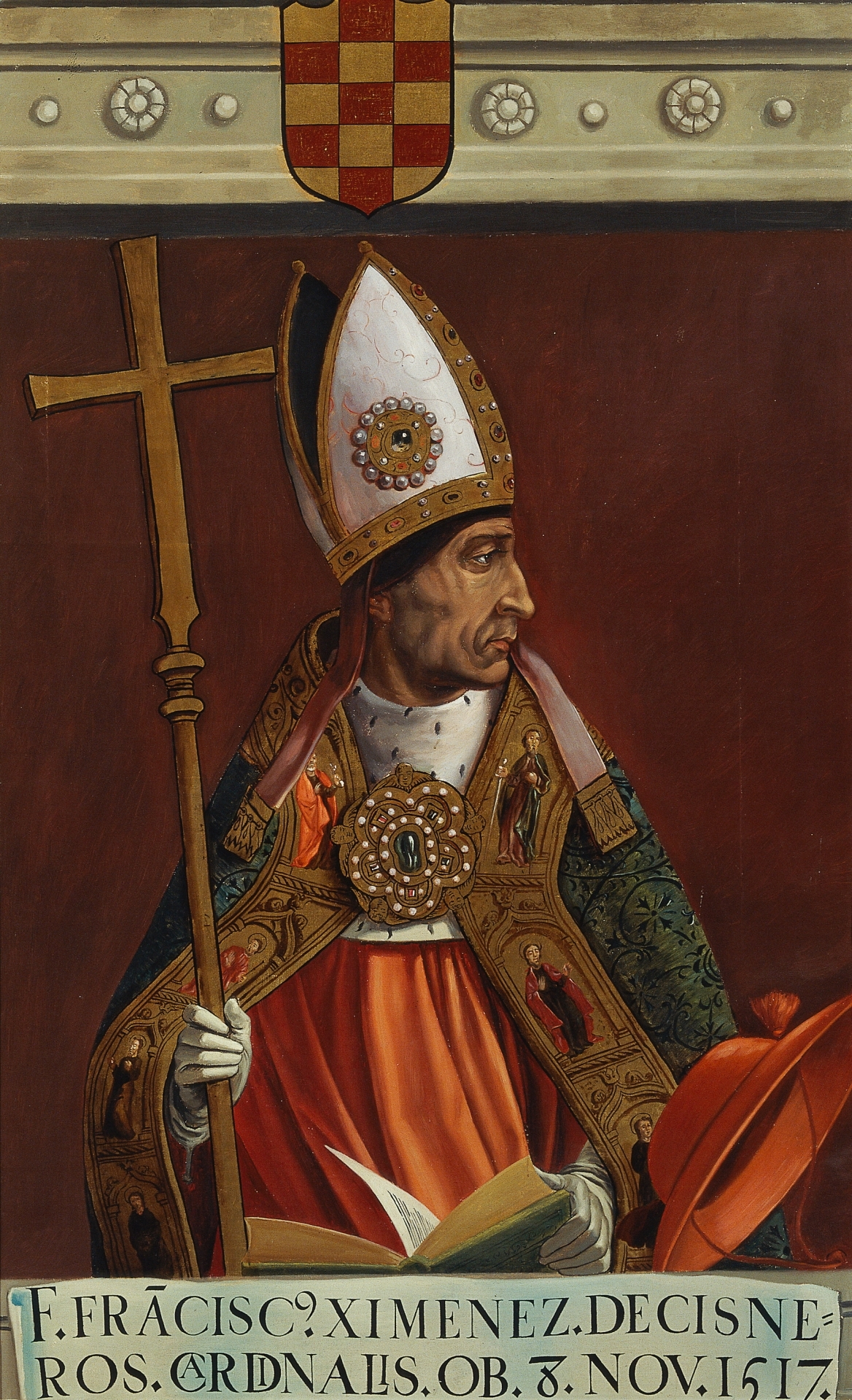
Francisco Jiménez de Cisneros, cardenal i arquebisbe de Toledo.

De resultes de tot això, la litúrgia va anar perdent acceptació ràpidament, i només es conservà a la ciutat de Toledo i a la basílica de Sant Isidor de Lleó, en unes condicions bastant precàries. Així, en ple procés reformador de l'Església de la Corona de Castella, amb el suport de la reina Isabel I, el cardenal Cisneros, arquebisbe de Toledo, creà el 1495 una capella a la catedral de Toledo (la dedicada al Corpus Christi) perquè es conservés la litúrgia antiga, dotant-la d'una renta pel seu manteniment i sacerdots del mateix capítol catedralici. També va realitzar una important tasca de recopilació i ordenació litúrgica (cada parròquia celebrava la missa i els oficis de manera diferent i la tradició oral en la qual se sostenia el cant s'estava perdent) reunint una gran quantitat de còdex provinents de tot el regne: ordenà una reconstrucció dels textos i un estudi dels recursos litúrgics que culminà en la impressió d'un nou missal i d'un breviari. En ells es transcriviren les melodies que encara es conservaven a la notació quadrada: els antics texts que es conservaven van permetre la reconstrucció aproximada de la litúrgia tal com era a l'època visigòtica; però no es va poder fer el mateix amb el cant.
Es conserven manuscrits dels segles IX al XII amb pràcticament tot el cant mossàrab o hispànic, però malauradament estan escrits en una notació neumàtica que no indica els intervals i que, per tant, no pot llegir-se. Només 21 de la gran quantitat de cants conservats pot llegir-se, en estar transcrits en notació aquitana a un manuscrit del segle xii. Per tant, ni tan sols les melodies restaurades pel cardenal Cisneros són realment autèntiques, a excepció d'alguns recitatius conservats oralment.

### Les darreres reformes del ritu

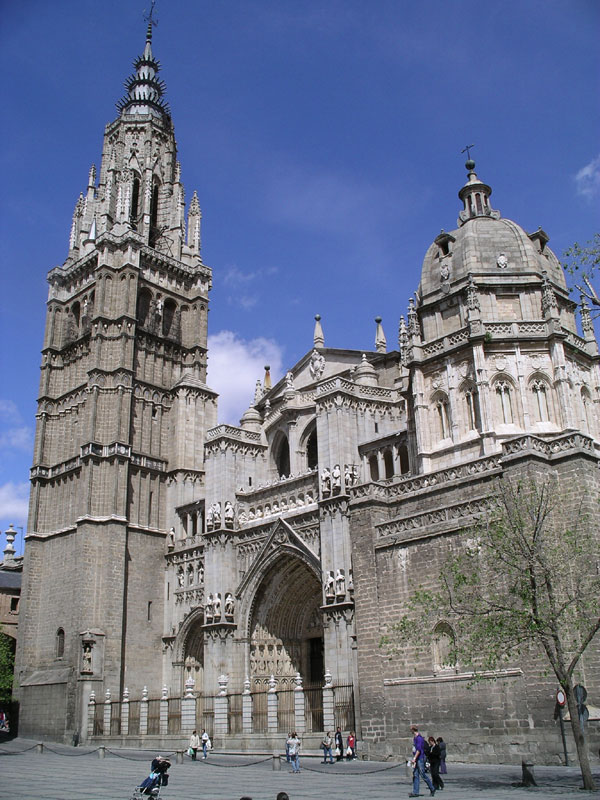
Façana principal de la catedral de Toledo: la cúpula de la dreta pertany a la capella mossàrab del Corpus Christi.

Al segle xviii, el cardenal Francisco Antonio de Lorenzana, en haver-se esgotat els missals de la reforma de Cisneros, realitzà una nova edició, cuidada i anotada, sense pretendre modificar el text al cos del missal.
No va ser fins al segle xx, i amb l'excusa d'adaptar el ritu als plantejaments del Concili Vaticà II a la seva Constitució Apostòlica sobre la Sagrada Litúrgia, quan es va fer front a una nova revisió del missal, que ja no només volia mantenir al dia la celebració a Toledo, sinó que també volia restaurar la puresa primitiva dels texts i de l'ordre de celebració. El Papa Joan Pau II amplià els permisos per a l'ús d'aquesta litúrgia a qualsevol lloc d'Espanya, on la devoció o l'interès històric-litúrgic ho requerissin.
La revisió va ser promoguda per l'arquebisbe de Toledo, cardenal Marcelo González Martín, en la seva doble qualitat d'Arquebisbe de Toledo-Superior responsable del Ritu i de President de la Comissió de Litúrgia de la Conferència Episcopal. Es nomenà una comissió d'experts sacerdots toledans i d'altres diòcesis, així com de congregacions religioses, que en un treball de 9 anys, consultant arxius i biblioteques, manuscrits i còdex publicats, van aconseguir restituir el Missal Hispànic a la seva autèntica i genuïna puresa, eliminant el que s'havia afegit durant els segles i incorporant el que s'havia perdut en leccionaris, festes d'alguns sants, etc.
El 1992 es presentà el primer volum del Nou Missal Hispànic-Mossàrab al papa Joan Pau II, qui celebrà a Roma la Missa en aquest ritu, el 28 de maig de 1992, solemnitat de l'Ascensió del Senyor, convertint-se en el primer Papa que l'emprava a Roma.

## Característiques del ritu hispànic
Durant el període islàmic la litúrgia emprada era molt semblant a la que Sant Isidor retocà a durant el segle VII. Durant el mandat musulmà els preveres tenien molta cura, allà on la pràctica del cristianisme estava permesa, dirigir-se als fidels durant la Missa. La Bíblia va ser traduït a l'àrab durant aquest període, i la litúrgia era celebrada en àrab.
El ritu mossàrab era més llarg que el ritu romà. La imatgeria i les cerimònies eren molt emprades, i la seva gran bellesa és mostra en el gran suport que va rebre després que s'instal·lés el ritu romà a la península Ibèrica. Molts teòlegs l'han lloat i molts himnes han estat compostos segons el ritu mossàrab.
El ritu mossàrab va posar èmfasi en el paper de la Benaventurada Verge Maria molt abans que la litúrgia de Roma. També exalça a Maria adreçant-se directament a ella a la pregària.
El ritu mossàrab va ser el primer a fer servir cendres per a les celebracions litúrgiques de l'Església. Les cendres ja s'empraven anteriorment al ritu hispà, però es feien servir fora dels fets litúrgics.
El breviari tenia un ofici curt i senzill abans del principal ofici del matí.

## Estructures litúrgiques
Les diverses tradicions litúrgiques hispàniques (la castellanolleonesa i la toledana-riojana) són perceptibles en l'ordre dels elements litúrgics dins de les seves estructures, més que no pas en el seu esquema general. Això vol dir que la litúrgia hispànica, tot i les seves diverses manifestacions regionals manté una forta unitat estructural, comparable a la del ritu romà. De tota manera, aquesta varietat dins de la diversitat no és evident, car els diversos manuscrits transmeten les parts que es creuen necessàries, ometent aquelles que es canten diàriament (només conegudes gràcies a la tradició oral toledana, recollida durant la reforma de Cisneros) i els recitatius. A més, tot i que el cos litúrgic té un caràcter tancat, a la major part dels llocs es mantenen costums devocionals propis, recollits pels copistes.
Tot i això, podem distingir clarament, en primer lloc la Missa, universal i idèntica per a totes les esglésies i monestirs, així com l'ofici diví, pregària particular i distintiva per a cada església episcopal (ordo cathedralis) i per a cada monestir (ordo monasticus). Aquest fet apareix de ben aviat: al I Concili de Braga (561 ó 563) es distingeixen clarament els dos ordes i es prohibeix barrejar-los; i el XI Concili de Toledo inclou la Missa com una hora canònica més dins de l'orde catedralici i comú amb l'orde monàstic.

### La Missa Hispànica
La Missa, com succeeix a la resta de ritus cristians, consta de dues parts: la Litúrgia de la Paraula, formada per lectures i càntics, i la Litúrgia Eucarística, formada per oracions i ritus. L'esquema primigeni, i que més o menys ha mantingut la reforma del ritu que es va fer sota el patrocini de Cisneros, és com segueix:
- Litúrgia de la Paraula.
  - Prelegendum.
  - Gloria in excelsis.
  - Graecum.
  - Oració.
  - Lectura de l'Antic Testament.
  - Benedictione.
  - Psallendum i, a quaresma, els Threni.
  - Clamores.
  - Apostolus.
  - Processó de l'Evangeli.
  - Evangelium.
  - Homilia.
  - Laudes vel Al·leluia.
- Litúrgia Eucarística
  - Ofertorio.
    - Preces.
    - Sacrificium.
    - Oratio admonitionis.
    - Aclamació Hàgios.
    - Oració.
    - Alia (oració variable).
    - Díptica (record de los sants, els difunts i els ofertants).
    - Oració Post nomina.

  - Ritu de la Pau.
    - Oració Ad pacem.
    - Benedicció del celebrant.
    - Invitació a la Pau.
    - Cant Ad pacem.
    - Inlatio. Oració de connexió amb el Sanctus.
    - Ad Sanctus. Responsori que introdueix el Sanctus. Només es cantava en grans solemnitats.
    - Aclamació i Sanctus.
    - Oració Post Sanctus.
    - Ritu de la Consagració.
    - Oració Post pridie (variable).
    - Doxologia: elevació y ostensió de l'Hòstia.

  - Fracció del Pa.
    - Ad confractionem panis. Antífona que es cantava al moment de la fracció del pa. Originàriament tenia forma responsorial, però va perdre el vers, quedant el cos del responsori com una antífona adornada i llarga.
    - Fracció del Pa.
    - Credo. Precedit d'una invitació, va ser introduït a la Missa hispànica molt abans que a la romana, per influència de la litúrgia romana d'Orient. Tots els articles eren cantats amb una mateixa fórmula responsorial.
    - Ad orationem dominicam. Introducció al Pare Nostre.
    - Pater Noster.
    - Cant Sancta Sanctis.
    - Benedicció sacerdotal.
    - Cant Ad accedentes.
    - Cant Repletum o Refecti.
    - Oració Completuria.

  - Comiat.
    - Monicions i avisos. Solemnia completa sunt ('les solemnitats han acabat').

### L'Ordo cathedralis
Són les oracions litúrgiques que, públicament, es feien a les esglésies i que, segons el I Concili de Toledo, els clergues havien de resar diàriament. En principi, aquest ofici estava compost per l'Oració del Matí o Matutinum i la de la Tarda o Vesperum. El XI Concili de Toledo va incloure la Missa com una hora canònica més, i indica que els clergues també havien de resar les hores Tertia, Sexta i Nona de l'Officium monasticum.

#### L'Officium matutinum
- Matutinum ferial.
  - Salm 3.
  - Missa.
  - Responsorium.
  - Salm 50.
  - Cant profètic (tradició B).
  - Salm matutinari.
  - Salm Laudate i antífona.
  - Lectio.
  - Himne.
  - Versus.
  - Supplicatio litaniae (tradició B).
  - Oració Completuria.
  - Pater Noster.
  - Petición (tradición B).
  - Bendición (tradición A).
- Matutinum dominical.
  - Himno Aeterne rerum conditor i antífona.
  - Salm 3 i antífona.
  - Salm 50 i antífona.
  - Salm 56 i antífona.
  - Oracions dels Salms 3, 50 i 56.
  - Missa (tradició A).
  - Lectio.
  - Responsori.
  - Cant profètic, amb antífona i oració.
  - Benedictiones.
  - Sono.
  - Salm Laudate i antífona.
  - Lectio de les Sagrades Escriptures.
  - Te Deum.
  - Versus (tradició A).
  - Supplicatio litaniae (tradició B).
  - Oració Completuria.
  - Petició.
  - Psallendum.
  - Oració.
- Matutinum festiu.
  - Salm 3 i antífona.
  - Missa (tradició A).
  - Lectio de texts dels Sants Pares o de vides de màrtirs.
  - Responsori.
  - Oració.
  - Salm 50 i antífona.
  - Cant profètic, amb antífona i Oració (tradición B)
  - Benedictiones.
  - Sono.
  - Salm Laudate i antífona.
  - Lectio de les Sagrades Escriptures.
  - Himne.
  - Versus (tradició A).
  - Supplicatio litaniae (tradició B).
  - Oració Completuria.
  - Petició (tradició B).
  - Benedicció (tradició A).
  - Psallendum.
  - Oració.

#### L'Officium vespertinum
El Vesperum hispànic correspon a les vespres romanes, i té com a precedent l'oració sinagogal del vespre. L'acte es basa en la ritualització del simbolisme Llum-Tenebres, i el seu esquema és com segueix:
- Ritu de la Llum.
  - Encesa de la llantia pel diaca.
  - Cant Vespertinum.
  - Oració (tradició B).
  - Sono.
- Salmòdia.
  - Antífona i el seu Salm.
  - Alleluiaticum.
  - Himne.
  - Versus (tradició A).
- Conclusió.
  - Supplicatio litaniae i Kyrie Eleison.
  - Oració Completuria.
  - Cant profètic, amb antífona i Oració (tradició B)
  - Pater Noster.
  - Petició (tradició B).
  - Bendició.
- Processió.
  - Psallendum.
  - Oració (tradició B).

### L'Ordo monasticus
La litúrgia practicada als monestirs hispànics té un plantejament que obeeix al principi de universa laus (oració contínua), que tot monjo hauria de practicar. La impossibilitat d'estar contínuament lloant Déu en comunitat imposà l'organització de les oracions comunes a les diverses hores canòniques (hores i vigílies) en les quals els romans dividien dia i nit. Així, tot i que originàriament l'oració monàstica consistia en la pregària diària i sense interrupció dels 150 Salms bíblics, a poc a poc va anar-se limitant als moments més importants de l'horari civil: s'establí l'oració cada 3 hores durant el dia, i per tal de no haver-se de llevar 3 cops durant la nit, s'uniren les vigílies en una única oració, els nocturns. Així, l'horari de pregària quedava organitzat de la següent manera:
- Ad vesperum (Hora canònica major). Al vespre.
- Ad nocturnos (Hora canònica major). A mitja nit.
- Ad matutinum (Hora canònica major). En sortir el sol.
- Ad tertiam (Hora canònica menor). A mig matí.
- Ad sextam (Hora canònica menor). Al migdia (meridie).
- Ad nonam (Hora canònica menor). A mitja tarda.

Les hores majors, llevat dels nocturns, tenen un esquema semblant a l'Ordo cathedralis, i l'esquema bàsic de les hores menors seria com segueix:

#### Les hores menors
Existeixen dos variants del rés de les hores menors, segons les tradicions litúrgiques hispàniques, tot i que les fórmules -antífones, alleluiaticum, responsoris, himnes, etc.- no difereixen entre elles.
- Tradició A.
  - Responsori (llevat a l'hora nona).
  - Antífona 1, amb Salm, verset (si és diumenge) i Oració.
  - Antífona 2, amb Salm, verset (si és diumenge) i Oració.
  - Antífona 3, amb Salm, verset (si és diumenge) i Oració.
  - Preces.
  - Lectio.
  - Himne.
  - Oració Completuria.
  - Pater Noster.
- Tradició B.
  - Lectio de l'Antic Testament.
  - Antífona 1, amb Salm i Oració.
  - Antífona 2, amb Salm i Oració.
  - Antífona 3, amb Salm.
  - Responsori.
  - Laudes o Alleluia, si no és quaresma.
  - Preces.
  - Himne.
  - Oració Completuria.
  - Pater Noster.

#### ElsNocturns
Els oficis de la nit tenien una estructura més complicada i estable. Equivalen a les Completes del ritu romà. Si originàriament eren tres (com el nombre de vigílies de la nit), la litúrgia hispànica els refon en un únic ofici, tot i que posteriorment la severitat dels monjos visigots reinstaurà el triple res organitzat així:
- Peculiaris vigilia ad medium noctis, unes hores abans del rés nocturn.
- Ordo ad Nocturnos, l'ofici de la nit pròpiament dit.
- Ordo peculiaris post Nocturnos, tres hores després.

L'estructura de l'Ordo ad Nocturnos era la següent:
- Antífona única pels tres Salms canònics (3, 50 i 56) i Oració.
- Missa 1: grup de Salms cantats sense antífones.
- Responsori.
- Missa 2.
- Responsori.
- Missa 3.
- Responsori.
- Missa de càntics sense antífones ni oracions.
- Responsori.
- Lectio breu de l'Antic Testament.
- Lectio breu del Nou Testament.
- Laudes o Alleluia amb un verset.
- Himne.
- Clamors.
- Suplicatio. Cant litànic en forma responsorial i amb caràcter penitencial.
- Oració Completuria.
- Pater Noster.
- Benedicció.
- Miserationes. Cant en forma responsorial.
- Oració final.